# Maurice van de Maele

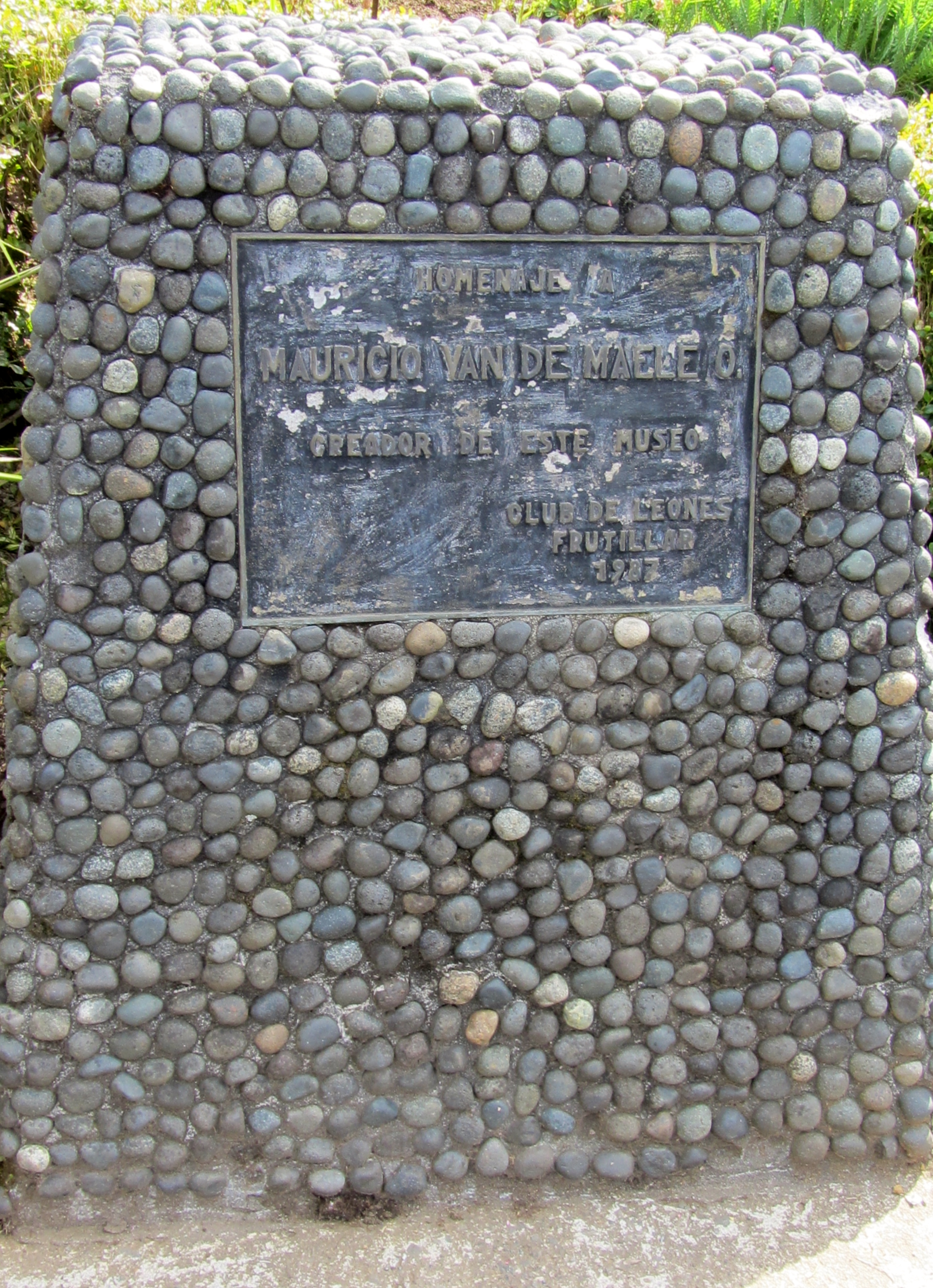
Homenaje a Van de Maele en el Museo Colonial Alemán de Frutillar

Mauricio van de Maele Olivier (Bélgica, 1914 - Valdivia, Chile, 1986), fue un profesor universitario de origen flamenco (actual Bélgica). Descendiente de los Condes de Flandes de la dinastía De Male. Vino a Chile después que su vida fue destruida al ser herido y luego prisionero de guerra durante la Segunda Guerra Mundial. Una vez en el país dedicó su vida a la preservación del patrimonio histórico del sur de Chile, especialmente el de Valdivia. Su esposa, la artesana Pelusa de Van de Maele, cita su segundo apellido como Olivier de Rens.

## Biografía
No se tiene cabal certeza de los estudios que realizó Van de Maele, pero la revisión de los catálogos de carreras ofrecidas por la Universidad Austral de Chile, entre los años 1975 y 1983 mostró que estuvo en posesión de una candidatura en letras; también se agrega que fue periodista y en otros documentos se lo define como arqueólogo, antropólogo, escritor... Poseyó cierta soltura como prosista, lo que se refleja en sus escritos y comentarios subjetivos sobre experiencias personales.
Participó como efectivo del Ejército de Bélgica en la batalla de Dunkerque, en la unidad II. ieme Reg DTCA, 4 Bie P. J. (2.º Regimiento de Artillería Antiaérea, cuarta batería de proyectores), encargado de proteger el reembarco de las fuerzas británicas, francesas y belgas. Acción que se desarrolló en conjunto con el Regimiento 68 de infantería francés y batallones de la IV División Inglesa.
Al evacuar Dunkerque, el subteniente Van de Maele no tuvo suerte. Se embarcó tres veces, y siempre terminó con su embarcación hundida o averiada, lo que lo obligó a quedar en el agua y volver a tierra. En el tercer intento, fue herido en una pierna, por una esquirla proveniente de un ataque aéreo. Despertó en un hospital, los médicos alemanes lo habían operado, salvaron su extremidad. Van de Maele, fue hecho prisionero y enviado a Baviera, al sur en Alemania, por casi tres años. Finalmente fue liberado, y después de un mes regresó al servicio activo como oficial y corresponsal de guerra del III Ejército del general estadounidense George Patton.
Llegó a Chile en 1953, haciendo reportajes a la zona del Caribe y América del Sur para diarios y revistas francesas, italianas, flamencas y suizas. En 1954 fue contratado por la Universidad Austral de Chile.
En 1955 figuraba como miembro directivo del Círculo de Amigos de Francia en Valdivia. En 1956 figuraba como Director del Centro de Documentación de la Universidad Austral de Chile.
Aun cuando en su época haya sido acusado de no tener estudios universitarios formales y acabados, Van de Maele posee el mérito de haber creado conciencia sobre el verdadero valor de las ruinas españolas de Valdivia e impulsado un renovado interés en la difusión del aporte alemán a la zona sur chilena. Asimismo, dirigió los trabajos de prospección, excavación y restauración de algunas de las fortificaciones coloniales hispanas ubicadas en la bahía de Corral, en la desembocadura del río Valdivia. También inicia la recuperación del Castillo de San Luis de Alba y Cruces, sobre el Río Cruces (comuna San José de la Mariquina.(https://www.ceachile.cl/Cruces/Historia.htm)
Entre sus realizaciones más importantes destaca la creación del museo histórico y antropológico que hoy lleva su nombre, situado en la casa Carlos Anwandter, en la isla Teja, Valdivia; estuvo asimismo en los orígenes del Museo Colonial Alemán de Frutillar.
A él se debió también que la Universidad Austral, de la que fue vicerrector de Extensión y Comunicación (1975-1980) creara en 1968 la Dirección Museológica. En esta casa de estudios formó parte, además, del plantel docente del Departamento de Estudios Históricos y Antropológicos (1979-1980), del que fue director en los mismos años, y del Instituto de Ciencias Sociales e Históricas (1981-1983); dirigió asimismo la Oficina de Graduados de la Facultad de Filosofía y Humanidades por algunos años y fue decano de la Facultad de Bellas Artes (1977-1981). 
Van de Maele fue el primer director del Departamento de Museos y Conservación de Monumentos y Archivos Históricos, creado el 22 de agosto de 1980. 
Fue sepultado en el Cementerio Alemán de Valdivia.
En 1954 contrajo matrimonio en Valdivia (1954) con Ester Eugenia Silva Aguilera, artesana más conocida como Pelusa de Van de Maele, con la que tuvo varios hijos.